# Super Ape
Super Ape är ett musikalbum av The Upsetters, producerat av Lee "Scratch" Perry och inspelat i hans studio Black Ark. Albumet är ett typiskt exempel på dubmusik. Albumet släpptes först på Jamaica med titeln Scratch the Super Ape på Perrys eget skivbolag The Upsetter. Den internationella versionen släpptes på Island Records och hade också en ändrad låtlista och ändrat skivomslag. Flera av låtarna är dubversioner från Max Romeos album War Ina Babylon.

## Låtlista
(alla låtar komponerade och arrangerade av Lee Perry)
1. "Zion's Blood"
2. "Croaking Lizard"
3. "Black Vest"
4. "Underground"
5. "Curly Dub"
6. "Dread Lion"
7. "Three in One"
8. "Patience"
9. "Dub Along"
10. "Super Ape"